# 1999년 9월
| 1999년: 1월 · 2월 · 3월 · 4월 · 5월 · 6월 · 7월 · 8월 · 9월 · 10월 · 11월 · 12월 |

| <          | 1999년 9월 | 1999년 9월 | 1999년 9월  | 1999년 9월 | 1999년 9월  | >          |
| 일         | 월         | 화         | 수          | 목         | 금          | 토         |
|            |            |            | 1 7.22 병진 | 2 23 정사  | 3 24 무오   | 4 25 기미  |
| 5 26 경신  | 6 27 신유  | 7 28 임술  | 8 29 계해   | 9 30 갑자  | 10 8.1 을축 | 11 2 병인  |
| 12 3 정묘  | 13 4 무진  | 14 5 기사  | 15 6 경오   | 16 7 신미  | 17 8 임신   | 18 9 계유  |
| 19 10 갑술 | 20 11 을해 | 21 12 병자 | 22 13 정축  | 23 14 무인 | 24 15 기묘  | 25 16 경진 |
| 26 17 신사 | 27 18 임오 | 28 19 계미 | 29 20 갑신  | 30 21 을유 |             |            |

| 편집하기 |

## 1999년9월 30일
- 일본 도쿄 인근 핵연료 재처리 공장에서 방사능 누출사고가 발생하여 작업자와 인근 주민이 피폭당하였다.

## 1999년9월 18일
- 서울대학교 공대에서 폭발사고가 발생하여 3명이 사망하였다.

## 1999년9월 16일
- 대한민국 국회에서 동티모르 파병안이 가결되었다.

## 1999년9월 14일
- 키리바시, 나우루, 통가가 유엔에 가입합니다.

## 1999년9월 13일
- 대한민국 정보통신부가 불법 감청에 대한 처벌 강화를 내용으로 한 '전기통신 감청 관련 현황 및 대책'을 발표했다.